# Aprilie 1994
Acest articol este generat integral pe baza informațiilor din articolul 1994 și este actualizat periodic de un robot.
 Editările făcute în articol vor fi șterse la următoarea actualizare! Dacă doriți să faceți modificări, editați articolul-sursă.

ianuarie -
februarie -
martie -
aprilie -
mai -
iunie -
iulie -
august -
septembrie -
octombrie -
noiembrie -
decembrie
Aprilie 1994 a fost a patra lună a anului și a început într-o zi de vineri.

## Evenimente
- 5 aprilie: Vizita la București a președintelui Serbiei, Slobodan Miloșevici.
- 6 aprilie: Președintele Rwandei, Juvénal Habyarimana, și președintele statului Burundi, Cyprien Ntaryamira, ambii de etnie hutu, își pierd viața într-un accident aviatic, avionul lor fiind doborât de două rachete în momentul în care se pregătea să aterizeze la Kigali. Este pretextul începutului genocidului rwandez.
- 7 aprilie: Extremiștii hutu din Rwanda încep să militeze pentru politica lor, ucigând, în decurs de o sută de zile, peste 800.000 de opozanți.
- 8 aprilie: Kurt Cobain, liderul formației Nirvana, este găsit decedat la Seattle, Washington.
- 16 aprilie: Finlandezii votează prin referendum aderarea la Uniunea Europeană.
- 21 aprilie: Liderul OEP, Yasser Arafat, se întâlnește la București cu ministrul de Externe al Israelului, Shimon Peres, discuții la care participă și președintele Ion Iliescu.
- 27 aprilie: Au loc primele alegeri multirasiale din Africa de Sud.

## Nașteri
- 5 aprilie: Sei Muroya, fotbalist japonez
- 9 aprilie: Andreas Cristian Calcan, fotbalist român
- 11 aprilie: Duncan Laurence, cântăreț neerlandez
- 12 aprilie: Saoirse Ronan, actriță irlandeză de film
- 12 aprilie: Dimitriana Surdu, atletă din Republica Moldova
- 12 aprilie: Eric Bertrand Bailly, fotbalist ivorian
- 13 aprilie: Dinu Plîngău, deputat în Parlamentul Republicii Moldova (2019–)
- 14 aprilie: Pauline Ranvier, scrimeră franceză
- 15 aprilie: Gabriel Iancu, fotbalist român
- 18 aprilie: Moisés Arias, actor american de film
- 20 aprilie: Anastasia Vdovenco, jucătoare de tenis din R. Moldova
- 20 aprilie: Alexander Massialas, scrimer american
- 24 aprilie: Vedat Muriqi, fotbalist albanez
- 28 aprilie: Miloš Degenek, fotbalist australian
- 30 aprilie: Darius Grazian Buia, fotbalist român (atacant)

## Decese
Robert Doisneau, fotograf francez (n. 1912)
Valentin Stănescu, 71 ani, fotbalist și antrenor român (n. 1922)
Kurt Cobain (Kurt Donald Cobain), 27 ani, cântăreț, chitarist și compozitor american de muzică rock (Nirvana), (n. 1967)
Andrei Vasilievici Bițadze, 77 ani, matematician georgian (n. 1916)
Ștefan Dobay, 84 ani, fotbalist și antrenor român (n. 1909)
Jean Georgescu, 90 ani, regizor român (n. 1901)
Paul Păun, 78 ani, pictor român (n. 1915)
Elissa Aalto (n. Elsa Kaisa Mäkiniemi), 71 ani, arhitectă finlandeză (n. 1922)
Bob Cryer, 59 ani, politician britanic (n. 1934)
Sabba S. Ștefănescu, 91 ani, geofizician român (n. 1902)
Richard Nixon (Richard Milhous Nixon), 81 ani, politician american, al 37-lea președinte al Statelor Unite ale Americii (n. 1913)
Ionel Blaga, 65 ani, politician român (n. 1929)
George Constantin, 60 ani, actor român de film, radio, scenă, televiziune și voce (n. 1933)
Roland Ratzenberger, 33 ani, pilot austriac de Formula 1 (n. 1960)